# William Bayliss

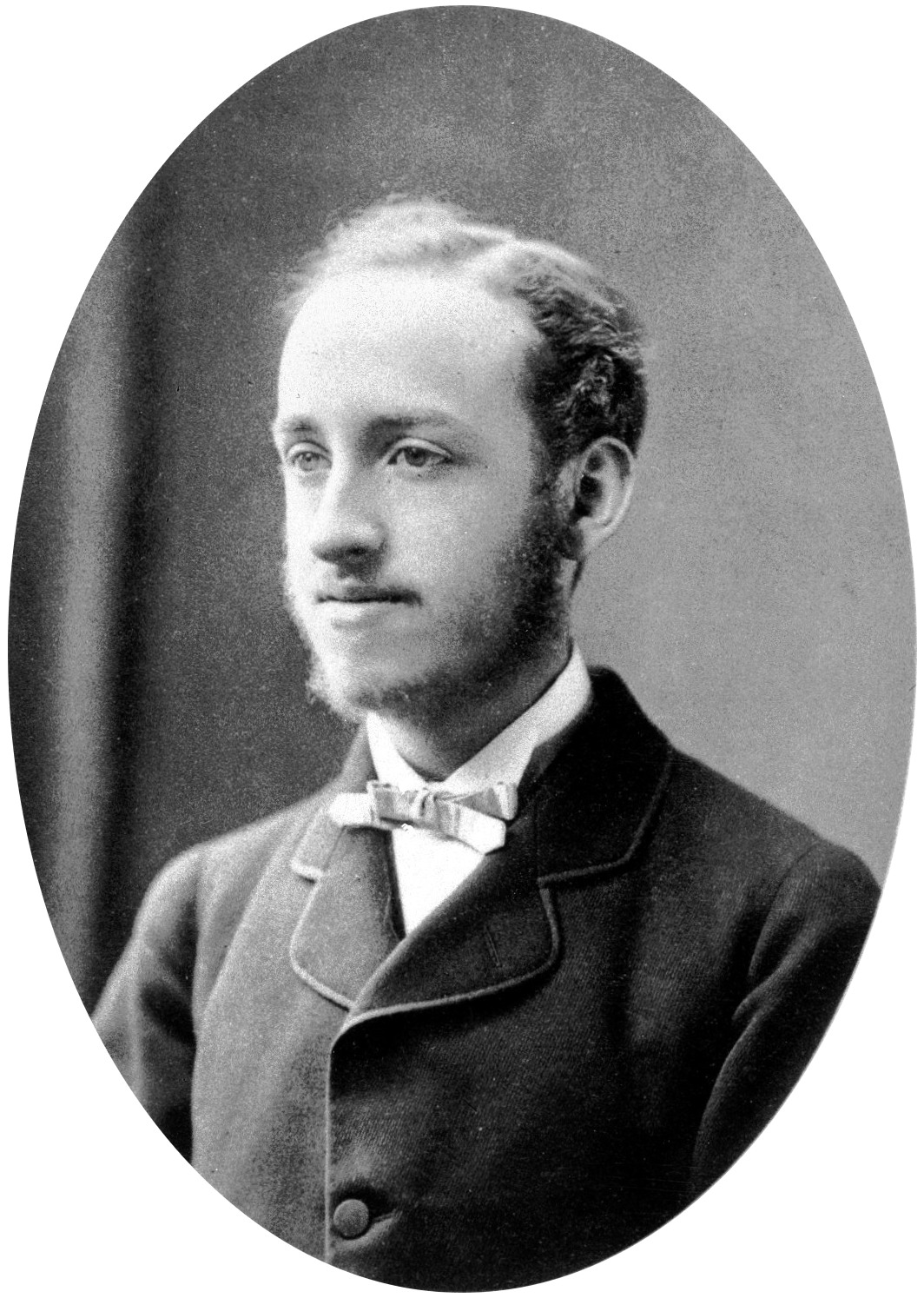
William Bayliss, 1878

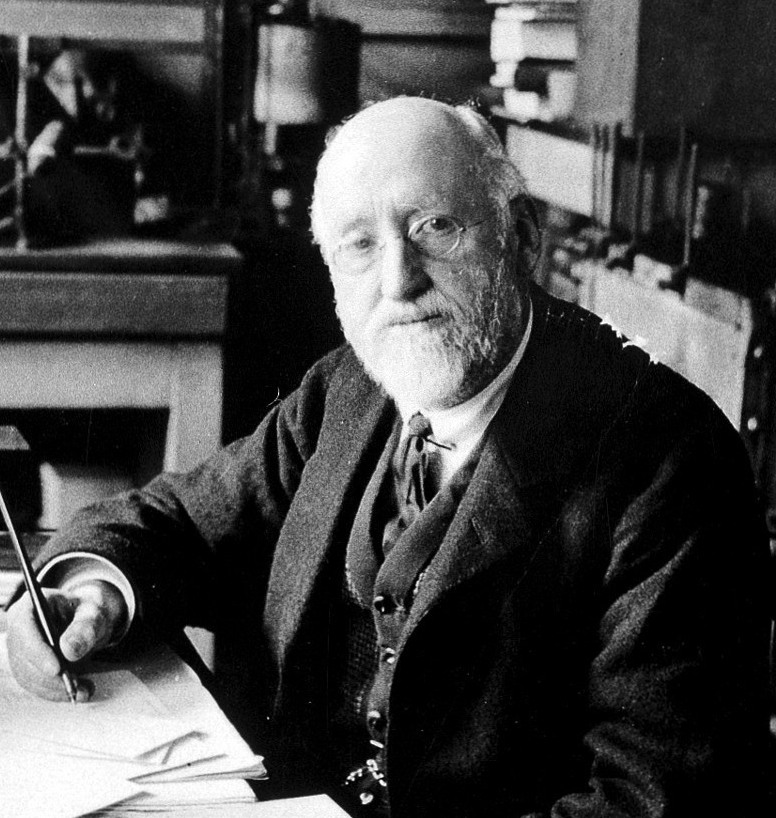
William Bayliss, 1918

Sir William Maddock Bayliss (* 2. Mai 1860 in Butcroft, Wednesbury/Staffordshire, heute in Sandwell; † 27. August 1924 in London) war ein britischer Physiologe und Pionier der Endokrinologie.

## Leben
William Bayliss wurde als Sohn eines Industriellen geboren, dessen Geschäfte er später weiterführte. Er besuchte die Mowbray House School in Wolverhampton, bevor er eine Ausbildung zum Arzt zunächst als Lehrling eines praktischen Arztes, dann im örtlichen Krankenhaus begann, die er allerdings abbrach. Von 1881 bis 1884 studierte er u. a. Zoologie, Anatomie, Physik und Physiologie am University College London, bevor er 1885 an das Wadham College nach Oxford wechselte, wo er drei Jahre später in Physiologie promovierte. Nach seiner Rückkehr nach London hatte er ab 1903 eine Assistenzprofessur inne, 1912 wurde er zum Professor der General Physiology berufen.
Er war mit der Gertrude Starling, der Schwester Ernest Henry Starlings, verheiratet. Das Paar hatte vier Kinder.

## Leistung
Gemeinsam mit Ernest H. Starling entdeckte Bayliss 1902 das im Zwölffingerdarm gebildete Hormon Sekretin, welches die Bauchspeicheldrüsensekretion indirekt anregt, worüber er zuerst in einer Sitzung der Royal Society berichtete. Die beiden Wissenschaftler entdeckten zudem gemeinsam die Peristaltik des Verdauungstraktes. Auch der Bayliss-Effekt wurde von William Bayliss erstmals beschrieben.
Anfang des 20. Jahrhunderts war er in die Browndog-Affäre verwickelt, als es anlässlich einer Vivisektion eines Hundes durch Bayliss zu öffentlichen Protesten kam.

## Ehrungen (Auswahl)
1903 wurde Bayliss in die Royal Society aufgenommen, deren Copley Medal er 1919 erhielt. Zum Ritter wurde er 1922 geschlagen.

## Schriften (Auswahl)
- The mechanism of pancreatic secretion. 1902.
- The chemical regulation of the secretory process. 1904.
- The Nature of Enzyme Action. 1908.
- Principles of General Physiology. 1915.
- The Vaso-Motor System. 1923.